# 過橋貸款
过桥贷款（英語：bridge loan）是一种短期贷款，目的是取得更大筆或更长期的融资。它通常在英国称为过渡性贷款（英語：bridging loan），有時被稱做警告贷款（英語：caveat loan），又有時也被称为搖擺贷款（英語：swing loan）。在南非較常稱做过渡性融资（英語：bridging financing）但使用此詞的時間南非比其他地方而言更加嚴格。
过桥贷款是个人或企業用於临时的融資需求，直到獲得永久融资或下一阶段的融资，新的融资资金通常被用来偿还过桥贷款及其他資本支出的需求。

## 引用
1. ↑  . Investopedia.   [2016-10-25]. （原始内容存档于2019-05-02）.
2. ↑  .   [2016-10-25]. （原始内容存档于2016-10-25）.